# Francisco Bosch
Francisco Bosch (5 de outubro de 1982) é um ator e dançarino de Valência, Espanha.
O seu interesse pela dança surgiu quando a sua avó o levou para conhecer o seu (dela) grupo de dança flamenco quando ele tinha cinco anos de idade. Iniciou seu treinamento no Conservatorio Professional de Danza em Valência e continuou seus estudos e prática no Conservatorio de Danza de Madri e, logo então, juntou-se à Compañía Nacional de Danza (Nacho Duato). Em 2002, ele se uniu ao English National Ballet.
Um homossexual auto-declarado, Bosch fez o papel do eunuco persa chamado Bagoas, contracenando com Colin Farrell que atuou como Alexandre, O Grande, seu amante, no filme Alexander (2004), de Oliver Stone. A cena de amor entre os dois foi cortada antes da distribuição da película, supostamente porque era explícita demais para ser aceita pelo grande público nas bilheterias. A cena da dança no filme foi detalhada no documentário de Suzanne Gielgud Dancing For Oliver, no qual Bosch também é entrevistado.
Bosch foto também completou as filmagens Nina’s Heavenly Delights e Russell Mulcahy e The Curse of King Tut's Tomb (TV) em 2006. Ele também irá participar do filme The Magic Flute (filme/2006), uma adaptação da ópera de Wolfgang Amadeus Mozart, por Kenneth Branagh. Seu próximo projeto cinematográfico será realizado com Layke Anderson em House of Boys por Jean-Claude Schlim.